# Gallinula chloropus
La gallineta común o polla de agua (Gallinula chloropus) es una especie de ave gruiforme de la familia Rallidae que habita en Eurasia y África.

## Descripción

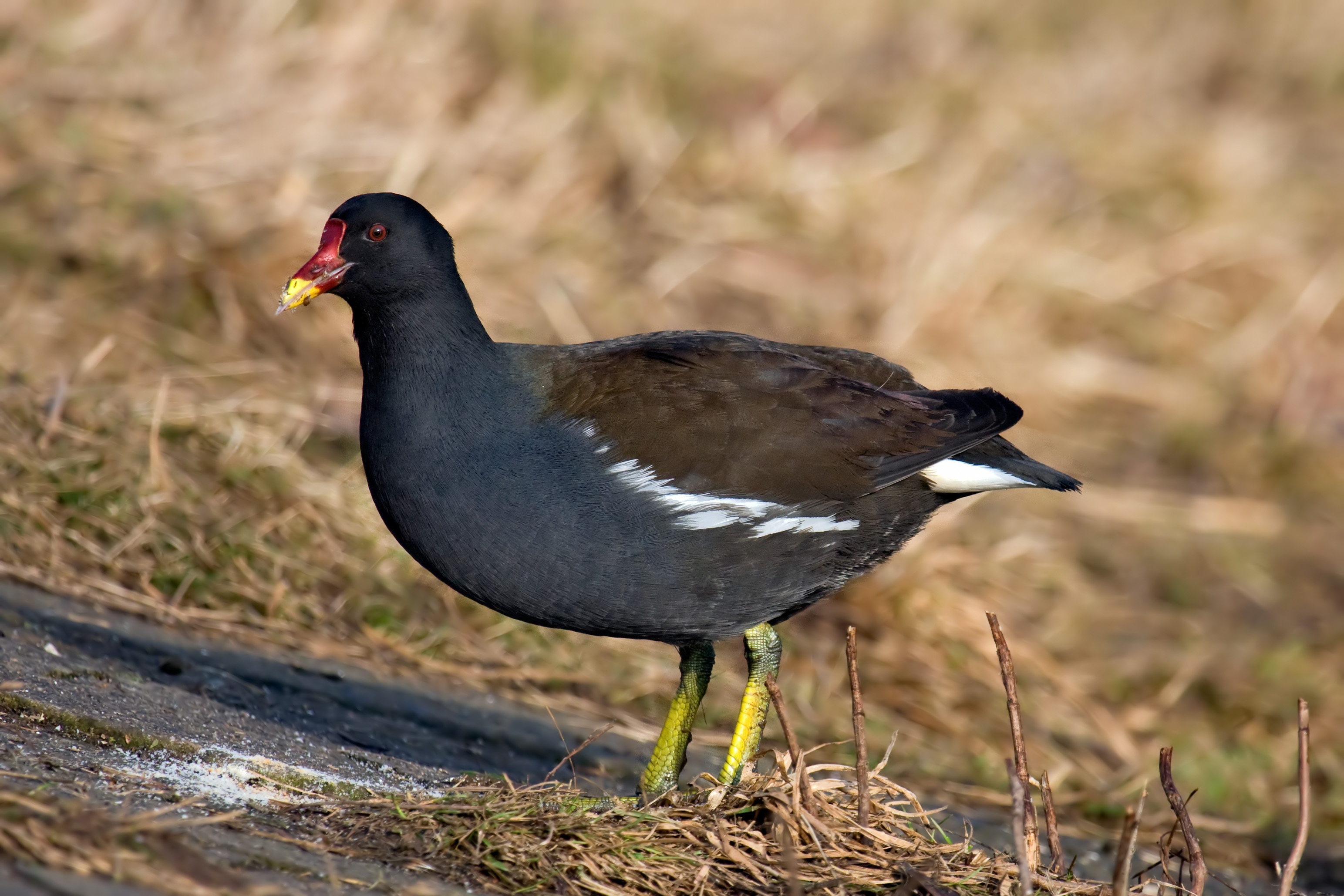
Adulto en Alemania.

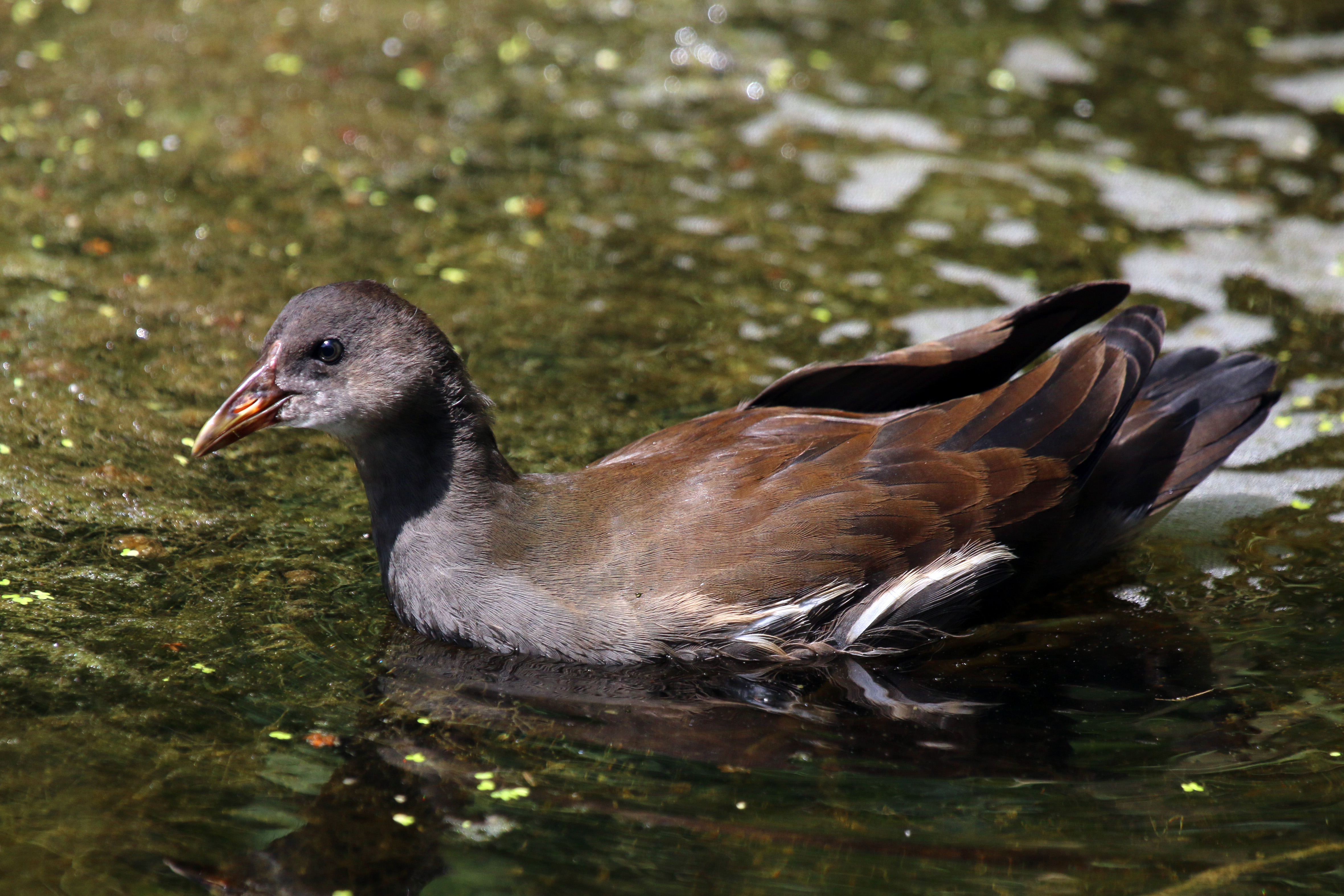
Juvenil nadando en Reino Unido.

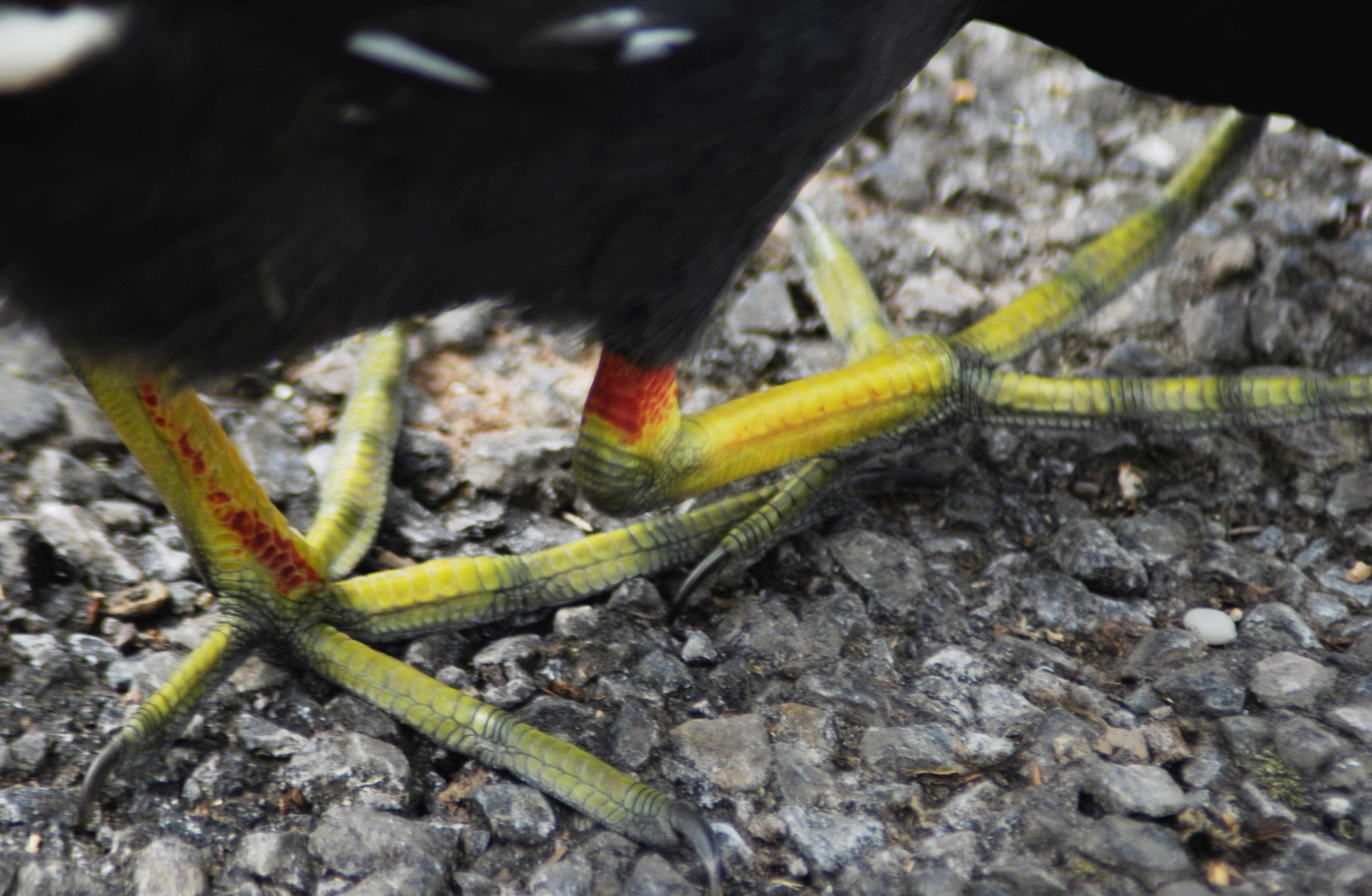
Detalle de las patas con sus característicos dedos largos.

Es una especie inconfundible en su entorno. Es una rállida de tamaño medio, que mide entre 30 y 38 cm y tiene una envergadura alar de 50 a 62 cm. Su peso puede oscilar entre 192 y 500 g. La coloración general de su plumaje es gris negruzca, con la cabeza y el cuello más oscuros, salvo la zona bajo la cola que es blanca, y sendas franjas también blancas que atraviesan transversalmente sus flancos. Su pico es rojo, al igual que el escudo facial, excepto en la punta que es amarilla. Su escudo facial es redondeado en la parte superior mientras que sus laterales son rectos y bastante paralelos, comparándolo con el escudo frontal de las gallinetas americanas que se estrecha más al juntarse con el pico y tiene la parte superior más recta. Sus patas son de color amarillo verdoso, con una mancha roja en las rodillas. Tienen unos dedos muy largos que carecen de los lóbulos de las fochas y cualquier membrana interdigital, adaptados para andar sobre la vegetación acuática. Los juveniles son de tonos parduzcos y carecen del escudo facial rojo.

## Taxonomía y etimología
La gallineta común es la especie tipo del género Gallinula, que pertenece a la familia Rallidae, una familia de aves acuáticas y semiacuáticas de tamaño medio, aunque pequeñas en comparación con el resto de Gruiformes. Las rállidas suelen tener el cuello relativamente largo, la cola corta, robustas patas con dedos largos y plumajes discretos en contraste con sus coloridos picos y escudos frontales.
La gallineta común fue descrita científicamente por Carlos Linneo en 1758 en la décima edición de su obra Systema naturae, con el nombre científico, Fulica chloropus. En 1760 fue trasladada al género Gallinula creado por el zoólogo francés Mathurin Jacques Brisson. Gallinula en latín es el diminutivo de «gallina», mientras que chloropus procede de la combinación de las palabras griegas: χλωρός (khlōros) «amarillo verdoso» y πούς (pous) «pie».
Anteriormente se consideraba conespecífica de la gallineta americana (Gallinula galeata), de aspecto muy similar, aunque con algunas diferencias en la morfología del pico y sus cantos. Los análisis de ADN finalmente demostraron la divergencia genética entre ambas, por lo que se dividieron en dos especies separadas, quedándose el nombre científico original para la gallineta común, que fue la descrita por Linneo.

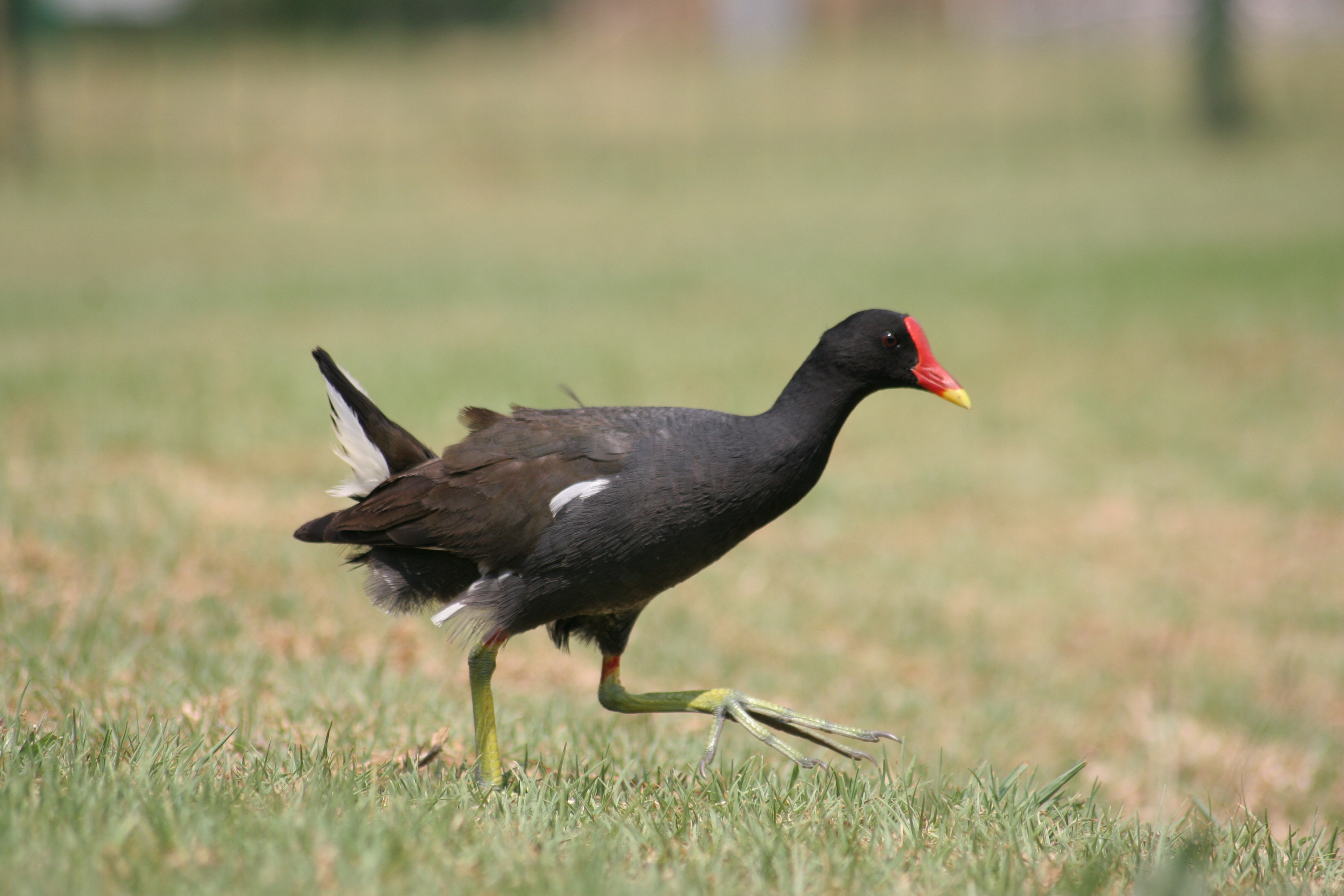
Ejemplar de G. c. meridionalis en Sudáfrica.

Se reconocen cinco subespecies de gallineta común:
- Gallinula chloropus chloropus (Linnaeus, 1758) - cría en el Paleártico, incluyendo la península ibérica; invernante de Arabia al sur de China;
- Gallinula chloropus guami Hartert, 1917  - endémica de las islas Marianas;
- Gallinula chloropus meridionalis (Brehm, C.L., 1831)  - se encuentra en el África subsahariana;
- Gallinula chloropus orientalis Horsfield, 1821 - ocupa el sudeste asiático, islas Andamán y Seychelles;
- Gallinula chloropus pyrrhorrhoa Newton, A., 1861 - presente en Madagascar, islas Mascareñas y Comoras.

## Comportamiento

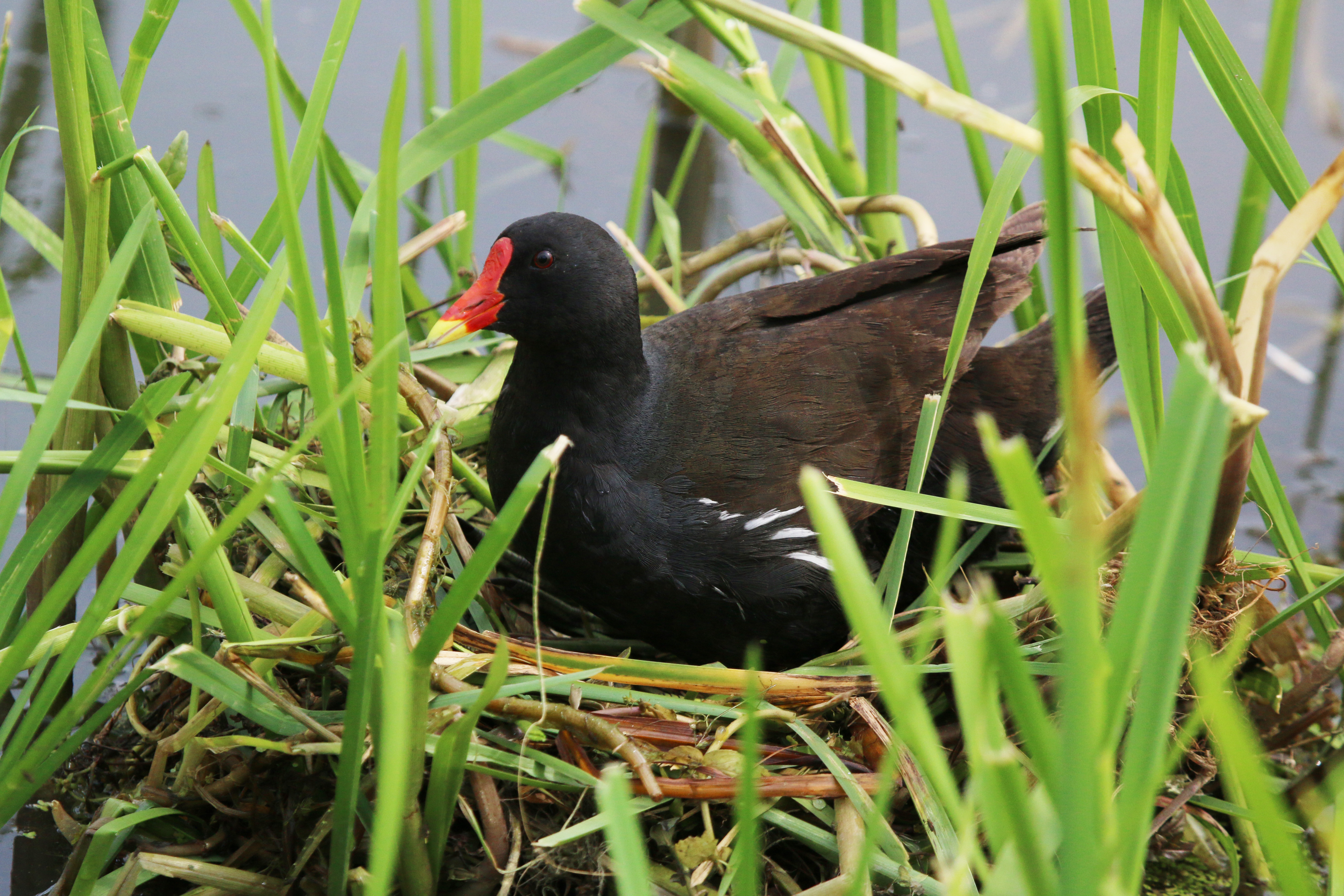
Adulto incubando en el nido.

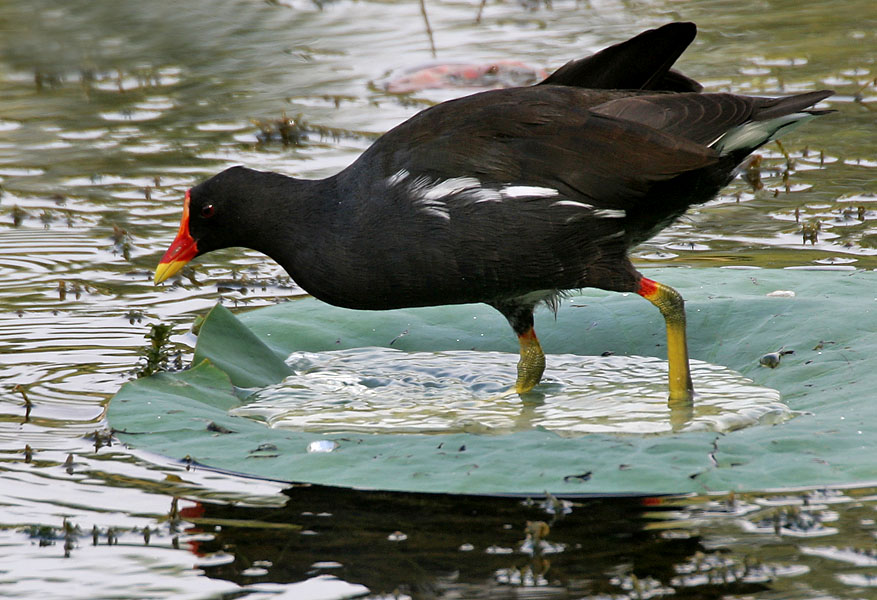
Ejemplar en la India.

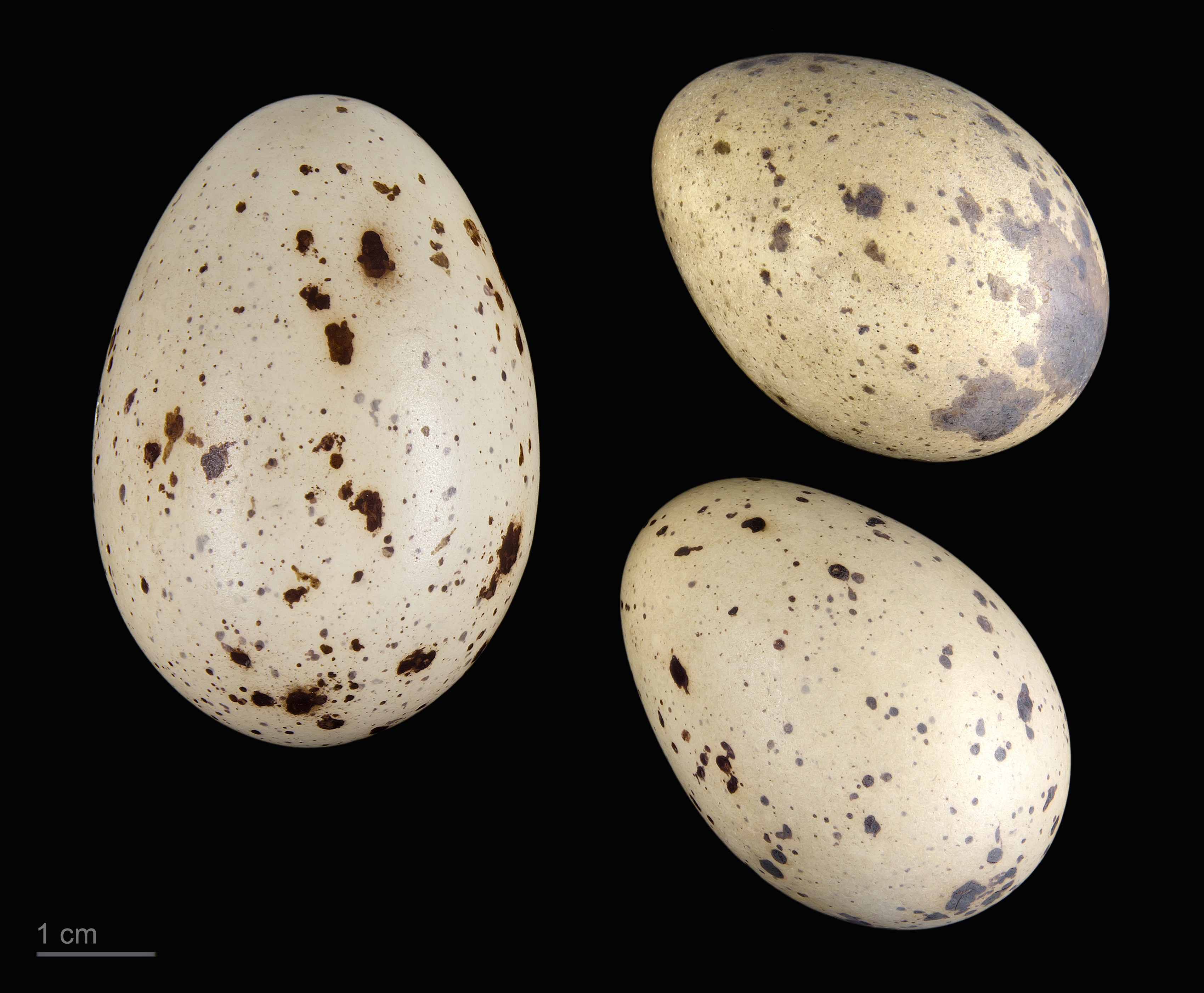
Gallinula chloropus - MHNT

Habita y se reproduce en ambientes de marisma y ríos y lagos con abundante vegetación de Eurasia y África. Las poblaciones del norte donde el agua se congela, migran hacia climas más templados. A pesar de la pérdida de sus hábitats, esta ave es todavía común y ampliamente distribuida. Globalmente la gallineta común es una especie abundante clasificada como especie bajo preocupación menor por la UICN.

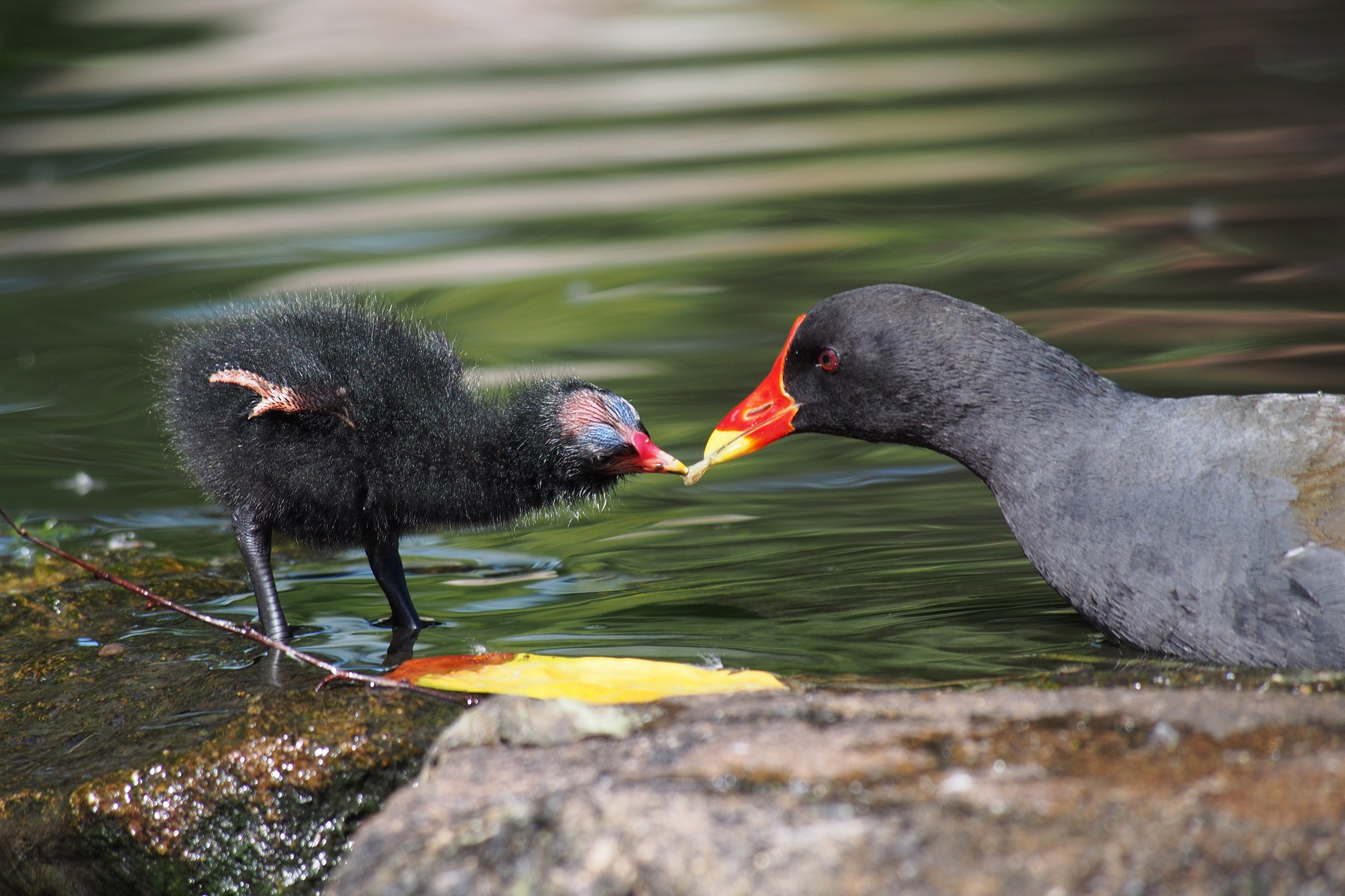
Adulto alimentando a su polluelo.

Consume una amplia variedad de vegetales y pequeños animales acuáticos. Busca alimento tanto alrededor del agua como en ella, caminando sobre los nenúfares y otra vegetación flotante o sumergiendo medio cuerpo mientras nadan. Suelen ser asustadizas aunque se pueden volver confiadas en algunas zonas. 
Durante la época de cría son territoriales. Anidan habitualmente en el suelo junto al agua entre la vegetación densa. La puesta empieza en primavera, entre marzo y mayo en las regiones templadas del hemisferio norte. La primera puesta suele constar de unos ocho huevos. Si realiza una segunda puesta, la hembra pone de cuatro a ocho huevos. La incubación dura aproximadamente tres semanas. Ambos progenitores incuban y alimentan a los polluelos. Los nidos pueden ser reutilizados por varias hembras. Los polluelos tardan entre cuarenta y cincuenta días, y unas semanas después se vuelven independientes para criar su propia nidada al año siguiente. Cuando están amenazados los polluelos pequeños pueden subirse a la espalda de los adultos que volarán acarreándolos hasta ponerse a salvo.